# 猩球崛起：王國誕生
《猩球崛起：王國誕生》（英語：Kingdom of the Planet of the Apes）是一部2024年美國科幻動作片，由威斯·柏執導，喬許·費德曼、瑞克·傑法、亞曼達·賽佛以及派翠克·艾松共同編劇，歐文·提格、芙蕾雅·艾倫、凱文·杜蘭、彼得·梅肯和威廉·霍尔·梅西主演。該片為2017年電影《猩球崛起：終極決戰》的續集，《人猿星球》重啟電影的第四部作品，故事發生於凱撒死後約300年。
《猩球崛起：王國誕生》2024年5月10日在美國上映。

## 剧情
在凯撒死后的许多代之后，猿类建立了众多氏族，而人类则因为变异的猿流感病毒逐渐沦为野人。诺亚（欧文·提格饰），一个来自“猎鹰族”的年轻黑猩猩，正准备通过与朋友安娜雅（崔維斯·傑佛瑞饰）和苏娜（莉迪亞·佩克漢姆饰）一起收集鹰蛋来完成自己的成年礼。然而，沿途的一个人类拾荒者和诺亚争斗时不慎打碎了他的鹰蛋。在寻找新的鹰蛋时，诺亚遇到一群手持电棍的掠袭者猿类，而这些猿类的领导者席尔瓦（艾卡·达维尔饰）跟随他的马来到了到了他的氏族栖息地。赶回家的诺亚发现席尔瓦领导的队伍正在自己的村庄里烧杀抢掠，诺亚先是目睹了自己的父亲被席尔瓦杀害，然后席尔瓦一边高喊着“为了凯撒”的口号一边将诺亚从高台上扔下。
隔天清晨诺亚从废墟中醒来，他发现他的氏族及家人大多被绑架了，而自己的村庄也被席尔瓦烧成灰烬，于是他立刻出发营救自己的氏族。沿途在一座长满植被的荒废机场（其实是洛杉矶机场）里，诺亚遇到了一只叫拉卡（彼得·梅肯饰）的猩猩，拉卡说其实自己的氏族才是凯撒的正统，只不过被假冒凯撒的掠袭者屠戮殆尽，只剩下自己还存活，这也让诺亚开始好奇“凯撒”的真实身份。诺亚注意到他们被一个女性人类拾荒者（芙蕾雅·艾伦饰）跟踪，拉卡给她提供食物和毯子，并给她取名诺娃，声称这是凯撒时代留下的传统。一行人接着遇到一群野蛮人类，手持武器的席尔瓦部落突然袭击了这群人类，袭击中诺亚和拉卡救了诺娃，此时他们也惊讶地发现诺娃可以说话。诺娃透露自己的真名是梅，而席尔瓦部落把诺亚的氏族带到了一个废弃人类保险库外。当他们在前往定居点的路上穿过一座桥时，遭到席尔瓦的伏击。在随后的打斗中，拉卡奋力救下溺水的梅，但自己却被急流冲走。诺亚和梅被俘虏，带到了掠袭者的定居点。
诺亚与他的氏族重聚，并被介绍给掠袭者的领袖普罗克西姆斯·凯撒 （凯文·杜兰饰）。普罗克西姆斯不断强迫被抓获的其他氏族猿类打开保险库，以便获取保险库中的人类科技，但却毫无进展。普罗克西姆斯邀请诺亚与梅和特雷瓦森（威廉·梅西饰）共进晚餐，后者是一名企图逃往海外却失败被俘的人类囚犯，他负责教授普罗克西姆斯关于旧人类世界的知识。普罗克西姆斯认为诺亚的智慧可以帮助打开保险库，诺亚质问梅关于保险库里面到底有什么，要求她以真相换取他的帮助。梅透露她知道保险库的隐藏入口，必须取回一本神秘的“书”，能够恢复人类的语言能力。诺亚同意帮助她进入保险库。诺亚、梅、苏娜和安娜雅秘密在保险库旁的墙壁周围安放炸药，却被特雷瓦森发现。特雷瓦森试图警告普罗克西姆斯，于是梅不得不掐死了他，并将他的尸体抛入大海。
进入保险库后，一行人惊讶地发现保险库中大量的军械，其中包括众多军车，坦克和枪支弹药。梅也拿到了她的“书”，实际上是一个卫星解密钥匙。诺亚在梅找寻卫星密钥时发现了大量书籍，其中一本儿童动画书中描绘旧世界的人类曾经是主导物种，而猿类被关在动物园笼子里的场景。当一行人打开大门时图离开掩体时,他们被普罗克西姆斯和他的部落拦下。普罗克西姆斯的一名副官“闪电”威胁要杀死苏娜，但梅用一把在保险库中找到的左轮手枪杀死了他。坚信普罗西克姆斯绝不能拥有这些科技成果的梅不顾阻拦引爆炸药，大坝被炸塌后保险库被立刻淹没。受困保险库的诺亚被席尔瓦袭击，一番打斗后诺亚成功将席尔瓦困死于保险库内顺利逃出。猿类成功逃出保险库，但普罗克西姆斯趁机偷袭，并强迫所有人效忠于他。诺亚带领他的氏族召唤飞鹰攻击普罗克西姆斯，将他从悬崖上推落入海。
当诺亚的氏族返回重建家园时，梅来向诺亚告别，解释她摧毁保险库是为了防止猿类获取“人类制造”且“不是为猿类用”的科技成果，诺亚则愤怒地质问“那什么是给猿类用的，难道猿类就要低人一等”。送走梅之后，诺亚带着苏娜观看他在旅途中发现的天文望远镜，同时梅前往一个位于卫星基地，且与外界完全隔离的幸存者地堡。梅将解密钥匙交给地堡的领导者柯莉娜（迪辰·拉克曼饰），基地因此成功重启卫星并与全球其他人类基地取得联系。

## 演員
- 歐文·提格[5]飾演諾亞（Noa）
- 芙蕾雅·艾倫[6]飾演梅／諾娃（Mae / Nova）
- 凱文·杜蘭[7]飾演凱撒二世（Proximus Caesar）
- 彼得·梅肯（英语：Peter Macon）[6]飾演拉卡（Raka）
- 威廉·梅西[8]飾演崔維頓（Trevathan）
- 艾卡·達維爾[9]飾演席瓦（Sylva）
- 崔維斯·傑佛瑞（Travis Jeffery）[10]飾演阿納亞（Anaya）
- 莉迪亞·佩克漢姆（Lydia Peckham）[10]飾演蘇娜（Soona）
- 尼爾·桑迪蘭茲[10]飾演葛羅（Koro）
- 迪辰·拉克曼[11]飾演柯莉娜（Korina）

## 製作
2022年8月，歐文·提格參演，他將以動作捕捉擔任主演。9月，芙蕾雅·艾倫和彼得·梅肯參演，並公佈片名為《猩球崛起：王國誕生》（Kingdom of the Planet of the Apes）以及其上映日期。10月，艾卡·達維爾和凱文·杜蘭參演。

### 拍攝
主體拍攝於2022年10月9日在迪士尼澳大利亞製片廠開始進行，最初曾預定於2022年8月開始拍攝。

## 發行
《猩球崛起：王國誕生》2024年5月10日於美國上映。据报道，迪士尼和20世纪计划将《王国诞生》作为《猩球崛起》新三部曲的第一部。鲍尔在2023年12月证实了这一点，并解释说这部电影被认为是新三部曲的开始，“符合”前三部电影的“遗产”。

## 迴響

### 評價
爛番茄根據323條評論，本片獲得80%的新鮮度，平均得分7／10，觀眾的好評度獲得74%，平均得分3.8／5。在Metacritic上，本片獲得66分。

### 票房
美国首周末获得5840万美元列第一位。
| 上一届： 《特技玩家》                         | 2024年美國週末票房冠軍 第19週    | 下一届： 《幻幻之交》                   |
| 上一届： 《劇場版 排球少年！！ 垃圾場的決戰》 | 2024年台北週末票房冠軍 第19-20週 | 下一届： 《芙莉歐莎：瘋狂麥斯傳奇篇章》 |

## 外部連結
- 互联网电影数据库（IMDb）上《猩球崛起：王國誕生》的资料（英文）
- AllMovie上《猩球崛起：王國誕生》的资料（英文）
- Metacritic上《猩球崛起：王國誕生》的資料（英文）
- Box Office Mojo上《猩球崛起：王國誕生》的资料（英文）
- 爛番茄上《猩球崛起：王國誕生》的資料（英文）
- 開眼電影網上《猩球崛起：王國誕生》的資料（繁體中文）
- 豆瓣电影上《猩球崛起：王國誕生》的資料 （简体中文）